# Китайская ловушка для пальцев
Китайская пальцевая ловушка (также известна как китайская пальцевая тюрьма, китайские пальцевые манжеты, китайская пальцевая головоломка, китайские наручники, китайская пальцевая пытка, другие названия — мексиканский весёлый палец и мексиканские наручники) — это головоломка, с помощью которой шутили над ничего не подозревающими детьми и взрослыми. Она представляет собой плетеный цилиндр из бамбука или бумаги, который надевается на пальцы жертвы (обычно — на указательные). Попытка вытащить пальцы вызывает растяжение цилиндра в длину и, соответственно, его сужение в диаметре, что лишь увеличивает его сопротивление таким попыткам. Для освобождения пальцев необходимо совершить противоинтуитивное действие — сблизить пальцы, что приведёт к расширению цилиндра.